# جان كاستانيدا
جان كاستانيدا (بالفرنسية: Jean Castaneda)‏ (مواليد 20 مارس 1957) هو لاعب كرة قدم في مركز حراسة المرمى. لعب مع منتخب فرنسا لكرة القدم وشارك معه في بطولة كأس العالم 1982.

## روابط خارجية
- جان كاستانيدا على موقع الاتحاد الدولي (مؤرشف)  (الإنجليزية)
- جان كاستانيدا على موقع قاعدة بيانات كرة القدم.إي يو (الإنجليزية)
- جان كاستانيدا على موقع ناشيونال فوتبول تيمز (الإنجليزية)
- جان كاستانيدا على موقع عالم كرة القدم.نت (الإنجليزية)